# Rifugio Pian della Ballotta
Il rifugio Pian della Ballotta è un rifugio situato nel comune di Ceresole Reale (TO), in valle Orco, nelle Alpi Graie, a 2.470 m s.l.m.

## Storia
Il rifugio è stato costruito a partire da un preesistente edificio posto in quel luogo a custodia del lago Serrù. È stato inaugurato nel 1969.

## Caratteristiche e informazioni
Si trova su uno sperone roccioso quasi a strapiombo sul lago Serrù.
Il rifugio non è gestito. Si possono ritirare la chiavi presso la sezione.

## Accessi
Da Ceresole Reale si sale lungo la strada che conduce al colle del Nivolet. Giunti all'altezza del lago Serrù un comodo sentiero che costeggia il lago conduce al rifugio in circa 45 minuti.

## Ascensioni
- Cima d'Oin - 3.280 m
- Cima della Vacca - 3.183 m
- Grande Aiguille Rousse - 3.482 m
- Petite Aiguille Rousse - 3.432 m
- Punta di Galisia - 3.345 m
- Punta Bousson - 3.337 m
- Grand Cocor -3.034 m

## Traversate
- Refuge du Prariond - 2.324 m - attraverso il Colle della Losa od il Colle della Galisia
- Refuge du Carro - 2.760 m - attraverso il Colle del Carro